# الصياد (قنا)
قرية الصياد هي إحدى القرى التابعة لمركز نجع حمادى في محافظة قنا في جمهورية مصر العربية. حسب إحصاءات سنة 2006، بلغ إجمالي السكان في الصياد 10464 نسمة، منهم 5432 رجل و5032 امرأة.